# Pancovia harmsiana
Pancovia harmsiana là một loài thực vật có hoa trong họ Bồ hòn. Loài này được Gilg mô tả khoa học đầu tiên năm 1897.